# Echetos
Echetos (Ἔχετος) - mityczny władca Epiru. Znany z Odysei [Hom. Od. XVIII 83, XXI 307], a także z przekazu biskupa Tesaloniki Eustacjusza (Commentarii ad Homeri Iliadem et Odysseam, ad fidem exempli Romani) i Apolloniosa z Rodos [IV 1093].
W Odysei Echetos pojawia się dwukrotnie - w księdze XVIII zalotnik Penelopy Antinoos grozi żebrakowi Irosowi, że jeśli przegra walkę z nierozpoznanym jeszcze Odyseuszem, wyśle go na stały ląd do króla Echetosa, który utnie mu nos i uszy i wytnie jądra. W księdze XXI Antinoos rzuca groźbę wywiezienia do ludobójcy króla Echetosa samemu Odyseuszowi, „w okręcie czarnym”, twierdząc przy tym, że „nikt go stamtąd nie wybawi”.
Szerzej o Echetosie mówią scholia do Homera i Argonautica Apolloniosa z Rodos, w których księżniczka Arete skarży się Alkinoosowi na okrucieństwo ojców wobec córek, wymieniając kilka przykładów z mitologii, m.in. przykład Echetosa. Echetos słynął z okrucieństwa i był postrachem wszystkich śmiertelników. Był synem Euchenora i Flogei. Miał córkę o imieniu Metope lub Amfisa, która uległa zalotom człowieka o imieniu Aichmodikos. Rozgniewany Echetos oślepił córkę wykłuwając jej oczy kolcami z brązu, a jej kochanka wykastrował. Następnie zamknął córkę w lochu i dał jej wykonane z żelaza kłosy jęczmienia każąc jej mleć je i obiecując szyderczo, że przywróci jej wzrok, jeśli uda jej się zemleć je na mąkę.